# Tout est calme
Tout est Calme (рус. Все спокойно) — четвёртый альбом французского композитора-минималиста Яна Тирсена, вышедший в 1999 году.

## Об альбоме
Tout est Calme записан при сотрудничестве с группой The Married Monk, и является первым альбомом, где использован вокал самого Яна Тирсена (Les Grandes Marées, Tout est calme, La Relève et La Terrasse).

## Список композиций
| №   | Название             | Длительность |
| --- | -------------------- | ------------ |
| 1.  | «Plus au Sud»        | 3:02         |
| 2.  | «Les Grandes Marées» | 3:38         |
| 3.  | «La Crise»           | 2:25         |
| 4.  | «Tout est calme»     | 3:16         |
| 5.  | «La Rupture»         | 2:33         |
| 6.  | «La Relève»          | 1:26         |
| 7.  | «La Pharmacie»       | 2:48         |
| 8.  | «La Terrasse»        | 2:55         |
| 9.  | «L'Étal»             | 1:54         |
| 10. | «La Découverte»      | 2:13         |